# Éliminatoires de la Coupe d'Asie féminine de football 2018
Navigation
Édition précédente Édition suivante
Les éliminatoires de la Coupe d'Asie des nations de football féminin 2018 déterminent les 4 équipes de l'AFC féminine qualifiées pour la Coupe d'Asie des nations de football féminin 2018, qui se déroule en Jordanie.

## Programme

### Qualifiés d'office
Le pays hôte et les 3 nations les mieux classées de l'AFC féminine au 21 janvier 2017, jour du tirage au sort des éliminatoires, sont directement qualifiées pour la phase finale.
Pays hôte
- Jordanie

Équipes les mieux classées de l'AFC
- Japon
- Australie
- Chine

### Règlement
Le règlement est celui de l'AFC relatif à cette compétition, des éliminatoires à la phase finale.
Les éliminatoires opposent 21 équipes réparties en 3 groupes de 5 et en 1 groupe de 6 qui se rencontrent lors de tournois toutes rondes simples. Chaque premier de groupe se qualifie pour la Coupe d'Asie. 

Cas particulier. La Jordanie, bien que qualifiée en tant que pays organisateur, participe aux éliminatoires dans le Groupe A. Si elle termine à la première place, l'équipe deuxième de ce groupe se qualifie.
- une victoire compte pour 3 points ;
- un match nul compte pour 1 point ;
- une défaite compte pour 0 point.

Le classement des équipes est établi grâce aux critères suivants :
1. Le plus grand nombre de points obtenus dans tous les matchs du groupe.
En cas d'égalité :
2. Plus grand nombre de points obtenus dans les matchs disputés entre les équipes à égalité ;
3. Meilleure différence de buts dans les matchs disputés entre les équipes à égalité ;
4. Plus grand nombre de buts marqués lors des matchs disputés entre les équipes à égalité ;
5. Si, après l'application des critères 2 à 4, seule une partie des équipes sont encore à égalité, on reprend les critères 2 à 4 pour les équipes concernées par cette nouvelle égalité.
Si, après l'application des critères 2 à 4, des équipes sont encore à égalité, les critères suivants s’appliquent :
6. Meilleure différence de buts dans tous les matchs du groupe ;
7. Plus grand nombre de buts marqués dans tous les matchs du groupe ;
8. Si deux et seulement deux équipes sont concernées par une même égalité et se rencontrent lors de leur dernière journée, une séance de tirs au but aura lieu à la fin du temps réglementaire ;
9. Classement du fair-play dans tous les matchs du groupe, en appliquant le barème suivant :
  - Un carton jaune compte pour -1 point ;
  - Un second carton jaune dans le même match pour une même joueuse compte pour -2 points ;
  - Un carton rouge direct compte pour -3 points ;
10. Tirage au sort.

### Pots
Le tirage au sort a lieu le 21 janvier 2017. Chaque groupe comprendra une équipe du pot 1, une équipe du pot 2, une équipe du pot 3 et deux ou trois équipes des pots 4 et 5.
| Pot 1                                    | Pot 2                                           | Pot 3                        | Pot 4          | Pot 5 (non classés)                                                     |
| ---------------------------------------- | ----------------------------------------------- | ---------------------------- | -------------- | ----------------------------------------------------------------------- |
| Corée du Sud Thaïlande Viêt Nam Jordanie | Birmanie Taipei chinois Ouzbékistan Philippines | Hong Kong Bahreïn Liban Iran | Inde Palestine | Guam Irak Corée du Nord Singapour Syrie Tadjikistan Émirats arabes unis |

## Groupes

### Groupe A
| Rang | Équipe              | Pts | J | G | N | P | Bp | Bc | Diff |  | Résultats (▼ dom., ► ext.) |  |     |     |     |      |      |
| ---- | ------------------- | --- | - | - | - | - | -- | -- | ---- |  | -------------------------- |  | --- | --- | --- | ---- | ---- |
| 1    | Jordanie (QO)       | 15  | 5 | 5 | 0 | 0 | 37 | 3  | +34  |  | Jordanie (QO)              |  | 5-1 | 6-0 | 6-0 | 10-2 | 10-0 |
| 2    | Philippines         | 10  | 5 | 3 | 1 | 1 | 18 | 6  | +12  |  | Philippines                |  |     | 1-1 | 4-0 | 8-0  | 4-0  |
| 3    | Bahreïn             | 8   | 5 | 2 | 2 | 1 | 10 | 8  | +2   |  | Bahreïn                    |  |     |     | 1-1 | 4-0  | 4-0  |
| 4    | Émirats arabes unis | 7   | 5 | 2 | 1 | 2 | 5  | 11 | -6   |  | Émirats arabes unis        |  |     |     |     | 1-0  | 3-0  |
| 5    | Tadjikistan (H)     | 3   | 5 | 1 | 0 | 4 | 3  | 23 | -20  |  | Tadjikistan (H)            |  |     |     |     |      | 1-0  |
| 6    | Irak                | 0   | 5 | 0 | 0 | 5 | 0  | 22 | -22  |  | Irak                       |  |     |     |     |      |      |

La Jordanie étant qualifiée d'office pour la phase finale en tant que pays organisateur, le classement qualificatif débute à la deuxième place

### Groupe B
| Rang | Équipe            | Pts | J | G | N | P | Bp | Bc | Diff |  | Résultats (▼ dom., ► ext.) |  |     |     |      |     |
| ---- | ----------------- | --- | - | - | - | - | -- | -- | ---- |  | -------------------------- |  | --- | --- | ---- | --- |
| 1    | Corée du Sud      | 10  | 4 | 3 | 1 | 0 | 21 | 1  | +20  |  | Corée du Sud               |  | 1-1 | 4-0 | 10-0 | 6-0 |
| 2    | Corée du Nord (H) | 10  | 4 | 3 | 1 | 0 | 18 | 1  | +17  |  | Corée du Nord (H)          |  |     | 4-0 | 8-0  | 5-0 |
| 3    | Ouzbékistan       | 6   | 4 | 2 | 0 | 2 | 9  | 10 | -1   |  | Ouzbékistan                |  |     |     | 7-1  | 2-1 |
| 4    | Inde              | 3   | 4 | 1 | 0 | 3 | 3  | 25 | -22  |  | Inde                       |  |     |     |      | 2-0 |
| 5    | Hong Kong         | 0   | 4 | 0 | 0 | 4 | 1  | 15 | -14  |  | Hong Kong                  |  |     |     |      |     |

### Groupe C
| Rang | Équipe         | Pts | J | G | N | P | Bp | Bc | Diff |  | Résultats (▼ dom., ► ext.) |  |     |     |  |  |
| ---- | -------------- | --- | - | - | - | - | -- | -- | ---- |  | -------------------------- |  | --- | --- |  |  |
| 1    | Thaïlande      | 6   | 2 | 2 | 0 | 0 | 7  | 0  | +7   |  | Thaïlande                  |  | 1-0 | 6-0 |  |  |
| 2    | Taipei chinois | 3   | 2 | 1 | 0 | 1 | 5  | 1  | +4   |  | Taipei chinois             |  |     | 5-0 |  |  |
| 3    | Palestine (H)  | 0   | 2 | 0 | 0 | 2 | 0  | 11 | -11  |  | Palestine (H)              |  |     |     |  |  |
| 4    | Liban          | 0   | 0 | 0 | 0 | 0 | 0  | 0  | 0    |  | Liban                      |  |     |     |  |  |
| 5    | Guam           | 0   | 0 | 0 | 0 | 0 | 0  | 0  | 0    |  | Guam                       |  |     |     |  |  |

Le Liban et Guam ont déclaré forfait.

### Groupe D
| Rang | Équipe       | Pts | J | G | N | P | Bp | Bc | Diff |  | Résultats (▼ dom., ► ext.) |  |     |     |     |      |
| ---- | ------------ | --- | - | - | - | - | -- | -- | ---- |  | -------------------------- |  | --- | --- | --- | ---- |
| 1    | Viêt Nam (H) | 12  | 4 | 4 | 0 | 0 | 27 | 1  | +26  |  | Viêt Nam (H)               |  | 2-0 | 6-1 | 8-0 | 11-0 |
| 2    | Birmanie     | 9   | 4 | 3 | 0 | 1 | 22 | 2  | +20  |  | Birmanie                   |  |     | 2-0 | 6-0 | 14-0 |
| 3    | Iran         | 6   | 4 | 2 | 0 | 2 | 19 | 8  | +11  |  | Iran                       |  |     |     | 6-0 | 12-0 |
| 4    | Singapour    | 3   | 4 | 1 | 0 | 3 | 1  | 20 | -19  |  | Singapour                  |  |     |     |     | 1-0  |
| 5    | Syrie        | 0   | 4 | 0 | 0 | 4 | 0  | 38 | -38  |  | Syrie                      |  |     |     |     |      |